# Avinguda de Vilanova
L'avinguda de Vilanova és un carrer de Barcelona que rep aquest nom en honor d'Arnau de Vilanova (?, 1238 - Gènova, 1311), metge i filòsof català medieval.
En aquesta avinguda es troba l'antiga Central Catalana de Electricidad -actual seu de Fecsa-Endesa- i l'Estació del Nord, també coneguda com a estació de Vilanova o Vilanova Saragossa.